# Elaphoglossum parvisquamatum
Elaphoglossum parvisquamatum är en träjonväxtart som beskrevs av Carl Skottsberg. Elaphoglossum parvisquamatum ingår i släktet Elaphoglossum och familjen Dryopteridaceae. Inga underarter finns listade.